# Гоу Ахед Игълс
Го̀у Ахѐд Ѝгълс (на английски: Go Ahead Eagles) е нидерландски футболен отбор от град Девентер. Създаден е на 2 декември 1902 г. Играе мачовете си на стадион Аделарсхорст с капацитет от 8011 зрители. Цветовете на отбора са жълто и червено.

## Успехи
Първа дивизия
- Шампион (4): 1917, 1922, 1930, 1933

- Купа на Нидерландия:
  -  Носител (1): 2024/25